# Népouite
Népouite é um raro mineral constituído por um filossilicato de níquel, com a coloração verde-maçã típica daquele grupo de compostos, e fórmula química ideal Ni
3(Si
2O
5)(OH)
4''";
 mas a maior parte dos espécimes contém algum magnésio, pelo que a fórmula (Ni,Mg)
3(Si
2O
5)(OH)
4
 é mais realista. No mesmo grupo, há um mineral similar, a lizardite, no qual todo o níquel está susbtrituído por magnésio, tendo a fórmula ideal Mg
3(Si
2O
5)(OH)
4
.  Esses dois minerais formam uma série mineral cujos membros apresentam composições intermediárias, com proporções variáveis de níquel e magnésio.. O nome «népouite» foi proposto em 1907 pelo engenheiro-de-minas francês Edouard Glasser, tomando como epónimo o local onde foi recolhido o espécime primeiro descrito (a localidade tipo), a Mina Népoui, situada em Poya, Província do Norte, Nova Caledónia.

## Descrição
Pecoraite é outro mineral raro com a mesma fórmula química que a népouite, mas uma estrutura diferente; tais minerais são ditos dimorfos uns dos outros, da mesma forma que grafite é um dimorfo do diamante. Népouite, lizardite e pecoraite são todos membros do grupo caulinite-serpentina.
A garnierite é um minério de níquel, de cor verde, que se formou como resultado da meteorização de rochas ultramáficas, e que ocorre em muitos depósitos de níquel em todo o mundo. É uma mistura de vários filossilicatos (silicatos em folha) de níquel e de magnésio, incluindo a népouite. Entre os minerais associados inclui-se a calcite, clorite, goethite, halloysite, nontronite, pimelite, quartzo, sepiolite, serpentina, talco e willemseite.
Assim como a localidade tipo na Nova Caledónia, foi encontrada na Austrália, Áustria, na República Checa, na República Democrática do Congo, Alemanha, Grécia, Itália, Japão, Marrocos, Polónia, Rússia, África do Sul e Estados Unidos.

## Estrutura
Grupo espacial Ccm21. Célula unitária: a = 5.31 Å, b = 9.19 Å, c = 14.50 Å
| espaçamento d        | 7.31 | 4.55 | 3.63 | 2.89 | 2.50 | 2.31 | 2.20 | 1.53 |
| Intensidade relativa | 10   | 5    | 9    | 6    | 7    | 4    | 4    | 6    |